# WTA de Doha
O WTA de Doha – ou Qatar TotalEnergies Open, atualmente – é um torneio de tênis profissional feminino, de nível WTA 1000.
Realizado em Doha, no Catar, estreou em 2001, com um pequeno hiato, entre 2010 e 2009. Os jogos são disputados em quadras duras durante o mês de fevereiro.
Entre 2014 e 2023, alternou categoria com Dubai. Em um ano, Doha era da maior categoria dos eventos regulares, enquanto Dubai era da segunda categoria da lista. No outro ano, invertiam. Esse sistema foi abandonado em 2024, quando os dois torneios se fixaram como WTA 1000.

## Finais

### Simples
| Ano                                     | Campeã               | Vice-campeã         | Resultado      |
| --------------------------------------- | -------------------- | ------------------- | -------------- |
| 2025                                    | Amanda Anisimova     | Jeļena Ostapenko    | 6–4, 6–3       |
| 2024                                    | Iga Świątek          | Elena Rybakina      | 7–68, 6–2      |
| 2023                                    | Iga Świątek          | Jessica Pegula      | 6–3, 6–0       |
| 2022                                    | Iga Świątek          | Anett Kontaveit     | 6–2, 6–0       |
| 2021                                    | Petra Kvitová        | Garbiñe Muguruza    | 6–2, 6–1       |
| 2020                                    | Aryna Sabalenka      | Petra Kvitová       | 6–3, 6–3       |
| 2019                                    | Elise Mertens        | Simona Halep        | 3–6, 6–4, 6–3  |
| 2018                                    | Petra Kvitová        | Garbiñe Muguruza    | 3–6, 6–3, 6–4  |
| 2017                                    | Karolína Plíšková    | Caroline Wozniacki  | 6–3, 6–4       |
| 2016                                    | Carla Suárez Navarro | Jeļena Ostapenko    | 1–6, 6–4, 6–4  |
| 2015                                    | Lucie Šafářová       | Victoria Azarenka   | 6–4, 6–3       |
| 2014                                    | Simona Halep         | Angelique Kerber    | 6–2, 6–3       |
| 2013                                    | Victoria Azarenka    | Serena Williams     | 7–66, 2–6, 6–3 |
| 2012                                    | Victoria Azarenka    | Samantha Stosur     | 6–1, 6–2       |
| 2011                                    | Vera Zvonareva       | Caroline Wozniacki  | 6–4, 6–4       |
| Torneio não realizado entre 2010 e 2009 |                      |                     |                |
| 2008                                    | Maria Sharapova      | Vera Zvonareva      | 6–1, 2–6, 6–0  |
| 2007                                    | Justine Henin        | Svetlana Kuznetsova | 6–4, 6–2       |
| 2006                                    | Nadia Petrova        | Amélie Mauresmo     | 6–3, 7–5       |
| 2005                                    | Maria Sharapova      | Alicia Molik        | 4–6, 6–1, 6–4  |
| 2004                                    | Anastasia Myskina    | Svetlana Kuznetsova | 4–6, 6–4, 6–4  |
| 2003                                    | Anastasia Myskina    | Elena Likhovtseva   | 6–3, 6–1       |
| 2002                                    | Monica Seles         | Tamarine Tanasugarn | 7–66, 6–3      |
| 2001                                    | Martina Hingis       | Sandrine Testud     | 6–3, 6–2       |

### Duplas
| Ano                                     | Campeãs                                  | Vice-campeãs                               | Resultado         |
| --------------------------------------- | ---------------------------------------- | ------------------------------------------ | ----------------- |
| 2025                                    | Sara Errani Jasmine Paolini              | Jiang Xinyu Wu Fang-hsien                  | 7–5, 7–610        |
| 2024                                    | Demi Schuurs Luisa Stefani               | Caroline Dolehide Desirae Krawczyk         | 6–4, 6–2          |
| 2023                                    | Coco Gauff Jessica Pegula                | Lyudmyla Kichenok Jeļena Ostapenko         | 6–4, 2–6, [10–7]  |
| 2022                                    | Cori Gauff Jessica Pegula                | Veronika Kudermetova Elise Mertens         | 3–6, 7–5, [10–5]  |
| 2021                                    | Nicole Melichar Demi Schuurs             | Monica Niculescu Jeļena Ostapenko          | 6–2, 2–6, [10–8]  |
| 2020                                    | Hsieh Su-wei Barbora Strýcová            | Gabriela Dabrowski Jeļena Ostapenko        | 6–2, 5–7, [10–5]  |
| 2019                                    | Chan Hao-ching Latisha Chan              | Anna-Lena Grönefeld Demi Schuurs           | 6–1, 3–6, [10–6]  |
| 2018                                    | Gabriela Dabrowski Jeļena Ostapenko      | Andreja Klepač María José Martínez Sánchez | 6–3, 6–3          |
| 2017                                    | Abigail Spears Katarina Srebotnik        | Olga Savchuk Yaroslava Shvedova            | 6–3, 7–67         |
| 2016                                    | Chan Hao-ching Chan Yung-jan             | Sara Errani Carla Suárez Navarro           | 6–3, 6–3          |
| 2015                                    | Raquel Kops-Jones Abigail Spears         | Hsieh Su-wei Sania Mirza                   | 6–4, 6–4          |
| 2014                                    | Hsieh Su-wei Peng Shuai                  | Květa Peschke Katarina Srebotnik           | 6–4, 6–0          |
| 2013                                    | Sara Errani Roberta Vinci                | Nadia Petrova Katarina Srebotnik           | 2–6, 6–3, [10–6]  |
| 2012                                    | Liezel Huber Lisa Raymond                | Raquel Kops-Jones Abigail Spears           | 6–3, 6–1          |
| 2011                                    | Květa Peschke Katarina Srebotnik         | Liezel Huber Nadia Petrova                 | 7–5, 26–7, [10–8] |
| Torneio não realizado entre 2010 e 2009 |                                          |                                            |                   |
| 2008                                    | Květa Peschke Rennae Stubbs              | Cara Black Liezel Huber                    | 6–1, 5–7, [10–7]  |
| 2007                                    | Martina Hingis Maria Kirilenko           | Ágnes Szávay Vladimíra Uhlířová            | 6–1, 6–1          |
| 2006                                    | Daniela Hantuchová Ai Sugiyama           | Li Ting Sun Tiantian                       | 6–4, 6–4          |
| 2005                                    | Francesca Schiavone Alicia Molik         | Cara Black Liezel Huber                    | 6–3, 6–4          |
| 2004                                    | Svetlana Kuznetsova Elena Likhovtseva    | Janette Husárová Conchita Martínez         | 7–6, 6–2          |
| 2003                                    | Janet Lee Wynne Prakusya                 | María Vento-Kabchi Angelique Widjaja       | 6–1, 6–3          |
| 2002                                    | Janette Husárová Arantxa Sánchez Vicario | Alexandra Fusai Caroline Vis               | 6–3, 6–3          |
| 2001                                    | Sandrine Testud Roberta Vinci            | Kristie Boogert Miriam Oremans             | 7–5, 7–6          |